# Reffuveille
Reffuveille är en kommun i departementet Manche i regionen Normandie i norra Frankrike. Kommunen ligger i kantonen Juvigny-le-Tertre som tillhör arrondissementet Avranches. År 2022 hade Reffuveille 537 invånare.

## Befolkningsutveckling
Antalet invånare i kommunen Reffuveille
| Referens: INSEE |